# くるくる◇プリンセス 〜フィギュアできらきら☆氷のエンジェル〜
『くるくる◇プリンセス 〜フィギュアできらきら☆氷のエンジェル〜』は、株式会社スパイクが2007年3月15日にニンテンドーDS用ソフトとして発売した「くるくるタッチフィギュアアクション」のゲームソフトである。公式略称は『くる◇プリ』。同社からは続編として『くるくる◇プリンセス 〜夢のホワイト・カルテット〜』も発売されている。

## 概要
タッチペンを使ったアクションアドベンチャーゲーム。性格の異なる3人の女の子からひとりを選んで、世界一のフィギュアスケーターを目指す。
世界という舞台での活躍を夢見る女の子を育成してフィギュアスケート競技の魅力を体験することができる内容となっている。
ジャンプやスピン等といった技はもちろん、音楽選びや演技の組立、コスチュームやアクセサリーのチェンジOK等といったフィギュアスケート技やプログラムなどが作成可能。

## キャラクター

### プレイヤーキャラクター
ももか (声 - M. Tomoko)
中学2年生、14歳。髪の色は桃色。10月6日生まれのてんびん座。好きな食べ物はオムライスとソフトクリーム。身長は154cm。趣味はお買い物。性格は元気で明るく前向き。いつも笑顔を絶やさないが、たまにドジをする。
あおい (声 - K. Tomoko)
中学2年生、14歳。髪の色は黒。9月23日生まれのおとめ座。好きな食べ物はグラタンとチョコ。身長156cmで料理が得意。おっとりしていて、やや天然ボケ気味のマイペースな性格。本当は人一倍の頑張り屋である。
しおん (声 - Chami)
中学2年生、14歳。髪の色は金色。2月15日生まれのみずがめ座。好きな食べ物はホワイトシチューとタルト。身長158cm。趣味は映画鑑賞とピアノ。淑やかで勝ち気なお嬢様だが、純情で実は乙女チックな物が大好き。トリノオリンピックの金メダリスト荒山静香選手を尊敬している。

### その他のキャラクター
サツキ　
主人公のともだち。仲良くなったら毎月第3週にクーポン券をくれる、心優しい女の子。
しゅうこ　
計算してからオチを知った上で物事を言う主人公の親友。昔はそとにでるのが嫌いだった。
ユウリ　
少し生意気な口をきく、小学6年生。けいたのことがすき。
ケイタセンパイ　
中3。主人公のことが好き。主人公の最初のライバルの兄。
テッペイ
中3。主人公のことが好きだが、極度の女性恐怖症。交通事故で母を亡くした、心やさしいシャレ男。
クマさん
ショップを経営している、加齢臭のする変なおじさん。
店員
デート当日に、口紅を塗りすぎてふられた、香水の香りがする40歳。
斉藤緑子
主人公の妹。

## 評価
ファミ通クロスレビューでは6、7、6、7の26点。レビュアーは「タッチ入力で技を繰り出すのがユニーク」「選手気分が味わえて楽しい」「腕前や点数で演技構成を変えられるのは戦略性がある」とした他、フィギュアスケートを題材としたことを賞賛した一方で「技の入力パターンが少なくて作業感がある」「物語がワンパターンで中盤でダレる、飽きやすい」「通常BGMが単調」「グラフィック、ボイスに改善の余地あり」とした。